# 吴航站
吴航站（福州話：/ŋu˥˥ houŋ˥˧/）位于中华人民共和国福建省福州市长乐区东鹤路与鳌山路交叉口地下，是福州地铁6号线的地铁车站，于2022年8月28日启用。

## 车站结构
吴航站为地下两层岛式站台车站，车站净宽18.3米，净长212米，站台宽度11米。
| 地面层   | 出入口                               |  | 出入口               |
| 地下一层 | 站厅                                 |  | 票务服务、自动售票机 |
| 地下二层 | 1                                    |  | 6号线 往潘墩（十洋） |
| 地下二层 | 岛式站台，列车运行方向左侧的车门开启 |  |                      |
| 地下二层 | 2                                    |  | 6号线 往万寿（鹤上） |

### 出入口与周边
吴航站目前开放3个出入口，其中无障碍电梯位于D出入口，卫生间位于A出入口。
| 吴航站出入口信息            | 吴航站出入口信息 | 吴航站出入口信息 | 吴航站出入口信息     |
| --------------------------- | ---------------- | ---------------- | -------------------- |
|                             |                  |                  |                      |
| 编号                        | 设施             | 位置             | 接驳交通             |
| 出口 · A                    |                  | 车站东北口       | 地铁吴航站           |
| 出口 · B                    |                  | 车站西北口       | 吴航中学、地铁吴航站 |
| 出口 · D                    |                  | 车站东南口       |                      |
| 注： 设有电梯 \| 设有卫生间 |                  |                  |                      |

## 历史
- 2015年12月，中铁第四勘察设计院发布了《福州市轨道交通6号线工程环评报告书》，其中设置车站吴航站。[2]
- 2017年11月23日，吴航站开工建设。[3]
- 2018年6月13日，吴航站进入主体施工阶段。[3]
- 2019年7月30日，吴航站主体结构封顶。[4]
- 2022年8月26日，吴航站对外开放试乘[5]。
- 2022年8月28日，吴航站启用。[6]